# Автошлях Т 1404
Автошлях Т 1404 — автомобільний шлях територіального значення у Львівській області. Проходить територією Шептицького та Львівського районів через Шептицький — Белз — Угнів — Раву-Руську. Загальна довжина — 53,2 км.

## Маршрут
Автошлях проходить через такі населені пункти:
| Автошлях Т 1404        |            |
| Львівська область      |            |
| Шептицький міська рада |            |
| Шептицький             | Т 1410     |
| Шептицький район       |            |
| Острів                 |            |
| Муроване               |            |
| Жужеляни               |            |
| Заболоття              |            |
| Белз                   |            |
| Стаївка                |            |
| Корчів                 |            |
| Заставне               |            |
| Угнів                  |            |
| Михайлівка             |            |
| Львівський район       |            |
| Річки                  |            |
| Шабельня               |            |
| Рава-Руська            | E372М09Р40 |